# 張祥青
张祥青（1969年—2014年8月9日），河北唐山人，中华人民共和国政治人物、天津政協委員、中國企業家。

## 生平
北京首都经贸大学畢業、天津荣程联合钢铁集团有限公司創辦人、前董事長。